# 山口哲治
山口 哲治（やまぐち てつじ、1959年4月17日 - ）は、奈良県五條市出身の元プロ野球選手（投手）・コーチ。

## 来歴・人物

### プロ入り前
智辯学園高校の2年生だった1976年の春に、第48回選抜高等学校野球大会へ出場。卒業後に同志社大学や三菱自動車京都に所属した阪本正行と山口を併用することによって、初出場ながら準々決勝まで進出。山口は準々決勝の先発を任されたが、松本正志や弓岡敬二郎を擁する東洋大姫路高校に敗れた。夏の全国大会奈良大会では、中学校時代の同級生である鈴木康友がいた天理高校と決勝で対戦。福家雅明と投げ合ったが、引き分け再試合の末に、春夏連続の甲子園行きを逃した。
翌1977年には、エースとして、春夏連続で甲子園の全国大会へ出場。春の第49回選抜高等学校野球大会では準決勝に進むが、上川誠二のいた箕島高校に完封負けを喫した。夏には、奈良県予選の準々決勝で天理高校に雪辱すると、紀和大会の決勝で和歌山県立田辺高校と対戦。木下透との投げ合いを制した末に、紀和（奈良県・和歌山県）代表として第59回全国高等学校野球選手権本大会への出場を果たした。本大会では、星稜高校との1回戦で小松辰雄との壮絶な投手戦を制したが、3回戦で今治西高校に敗れた。
1977年のプロ野球ドラフト会議で近鉄バファローズから2位で指名されたことを機に、同球団へ入団した。背番号は29。

### プロ入り後
1978年には一軍公式戦での登板機会がなかった。
1979年には、シュートを武器に一軍へ定着。長身と端正な顔立ちで女性ファンの人気も高く、先発・抑え要員として積極的に起用され、最優秀防御率のタイトルを獲得した。阪急ブレーブスとのプレーオフでは、3試合連続で抑えとして登板。いずれも完璧に抑え第1、2戦ではセーブを記録、最終第3戦は勝利投手となる。近鉄史上初のリーグ優勝・日本シリーズ進出へ大きく貢献、プレーオフMVPを受賞した。広島東洋カープとの日本シリーズは3試合にリリーフで登板。最終第7戦では8回から登板し2イニングを1安打無失点3三振に抑えるが、チームはシリーズ制覇を逃した。
1980年は故障もあって低迷する。
1981年は4勝3セーブを記録し復活の兆しを見せる。8月2日には日本ハムファイターズの木田勇と投げ合い、プロ初完封を飾った。
1983年以降は再び腰痛などに見舞われ伸び悩む。
1985年のシーズン終了後に、新井宏昌との交換トレードで南海ホークスへ移籍。
1986年から2年間は、投手としては珍しく、1桁の背番号（新井が移籍前まで付けていた6）を着用していた。
1988年に29歳で引退した。

### 現役引退後
1989年には阪神タイガース、1990年から1996年までは古巣の近鉄で打撃投手を務める。近鉄では、1997年から1998年まで二軍投手コーチを務めた。
1999年から2003年まで同球団のフロント業務へ就いた。
2004年に二軍投手コーチへ復帰。しかし、近鉄球団がオリックス・ブルーウェーブへの吸収合併によって2004年限りで消滅したため、2005年からは新設球団の東北楽天ゴールデンイーグルスに籍を置いている。
楽天では、創設1年目からチーフスコアラーを担当。
2013年から編成部へ異動すると、プロスカウトを経て、プロ・スカウトグループのマネジャーを務めた。
2017年1月27日付で、新設ポストのピッチングコーディネーターに就任。プロスカウトとの兼務扱いながら、投手コーチに準ずるポストで、事実上13年振りの現場復帰を果たした。
2018年からは再びスカウトに復帰していた。
2020年12月11日、退団が発表された。
2021年に福井工大福井高校野球部コーチに就任。

## 詳細情報

### 年度別投手成績
| 年 度     | 球 団     | 登 板 | 先 発 | 完 投 | 完 封 | 無 四 球 | 勝 利 | 敗 戦 | セ 丨 ブ | ホ 丨 ル ド | 勝 率 | 打 者 | 投 球 回 | 被 安 打 | 被 本 塁 打 | 与 四 球 | 敬 遠 | 与 死 球 | 奪 三 振 | 暴 投 | ボ 丨 ク | 失 点 | 自 責 点 | 防 御 率 | W H I P |
| --------- | --------- | ----- | ----- | ----- | ----- | -------- | ----- | ----- | -------- | ----------- | ----- | ----- | -------- | -------- | ----------- | -------- | ----- | -------- | -------- | ----- | -------- | ----- | -------- | -------- | ------- |
| 1979      | 近鉄      | 36    | 10    | 4     | 0     | 1        | 7     | 7     | 4        | --          | .500  | 597   | 148.1    | 139      | 17          | 32       | 4     | 2        | 57       | 1     | 0        | 47    | 41       | 2.49     | 1.15    |
| 1980      | 近鉄      | 17    | 1     | 0     | 0     | 0        | 2     | 1     | 1        | --          | .667  | 143   | 31.0     | 47       | 8           | 6        | 1     | 1        | 14       | 3     | 0        | 22    | 22       | 6.39     | 1.71    |
| 1981      | 近鉄      | 29    | 6     | 3     | 1     | 1        | 4     | 2     | 3        | --          | .667  | 430   | 99.2     | 116      | 8           | 22       | 2     | 6        | 40       | 0     | 0        | 47    | 38       | 3.43     | 1.38    |
| 1982      | 近鉄      | 27    | 1     | 0     | 0     | 0        | 3     | 3     | 4        | --          | .500  | 243   | 56.2     | 53       | 7           | 22       | 2     | 3        | 26       | 0     | 0        | 34    | 29       | 4.61     | 1.32    |
| 1983      | 近鉄      | 5     | 0     | 0     | 0     | 0        | 0     | 0     | 0        | --          | ----  | 25    | 5.0      | 9        | 1           | 3        | 0     | 0        | 2        | 0     | 0        | 5     | 5        | 9.00     | 2.40    |
| 1984      | 近鉄      | 7     | 0     | 0     | 0     | 0        | 0     | 0     | 0        | --          | ----  | 46    | 11.1     | 13       | 2           | 2        | 0     | 0        | 4        | 0     | 0        | 8     | 8        | 6.35     | 1.32    |
| 1985      | 近鉄      | 3     | 0     | 0     | 0     | 0        | 0     | 0     | 0        | --          | ----  | 44    | 9.1      | 13       | 4           | 3        | 0     | 1        | 2        | 0     | 0        | 9     | 7        | 6.75     | 1.71    |
| 1986      | 南海      | 6     | 0     | 0     | 0     | 0        | 0     | 0     | 0        | --          | ----  | 56    | 11.1     | 17       | 3           | 5        | 2     | 1        | 3        | 1     | 0        | 8     | 4        | 3.18     | 1.94    |
| 1988      | 南海      | 6     | 0     | 0     | 0     | 0        | 0     | 0     | 0        | --          | ----  | 30    | 7.0      | 10       | 0           | 1        | 0     | 0        | 0        | 0     | 0        | 4     | 4        | 5.14     | 1.57    |
| 通算：9年 | 通算：9年 | 136   | 18    | 7     | 1     | 2        | 16    | 13    | 12       | --          | .552  | 1614  | 379.2    | 417      | 50          | 96       | 11    | 14       | 148      | 5     | 0        | 184   | 158      | 3.75     | 1.35    |

- 各年度の太字はリーグ最高

### タイトル
- 最優秀防御率：1回 （1979年）

### 表彰
- パ・リーグプレーオフMVP：1回 （1979年）

### 記録
- 初登板：1979年4月18日、対日本ハムファイターズ前期2回戦（日本生命球場）、7回表から3番手で救援登板・完了、3回無失点
- 初先発：1979年5月3日、対西武ライオンズ前期5回戦（平和台球場）、5回2/3を2失点で勝敗つかず
- 初勝利：1979年5月19日、対西武ライオンズ前期7回戦（平和台球場）、4回裏無死から2番手で救援登板・完了、6回無失点
- 初先発勝利・初完投勝利：1979年6月18日、対日本ハムファイターズ前期12回戦（藤井寺球場）、10回2失点（自責点1）
- 初セーブ：1979年7月19日、対ロッテオリオンズ後期2回戦（静岡草薙球場）、6回裏から3番手で救援登板・完了、4回無失点
- 初完封勝利：1981年8月2日、対日本ハムファイターズ後期6回戦（札幌円山球場）

### 背番号
- 29 （1978年 - 1985年）
- 6 （1986年 - 1987年）
- 16 （1988年）
- 98 （1989年）
- 91 （1990年）
- 101 （1991年 - 1996年）
- 86 （1997年 - 1998年、2004年）
- 71 （2017年）